# 22 floréal
22 germinal 22 prairial
Le duodi 22 floréal, officiellement dénommé jour de la fritillaire, est le 232e jour de l'année du calendrier républicain.
C'était généralement le 11e jour du mois de mai dans le calendrier grégorien.